# Мытва (река)
Мытва (бел. Мытва, Мотва, Мутва) — река в Ельском, Мозырском и Наровлянском районах Гомельской области Беларуси, правый приток реки Припять (бассейн Днепра).

## Этимология
Название Мытва балтского происхождения. Первейшая форма *Мітва от балтского *Mituva. Форму «Мытва» гидроним приобрел позже под влиянием народного истолкования в связи с «мыць». Корень Mit- связывают с этимологически родственными лат. mitrs «влажный, мокрый» и лит. mitrus «быстрый», которые объединяет значение «податливый, скрученный». Также балтского происхождения название реки Наровлянка совсем рядом с Мытвой.

## Гидрография
Длина реки 47 км. Площадь водосбора 430 км². Среднегодовой расход воды в устье 1,7 м³/с. Средний наклон водной поверхности 0,9 м/км.
Начинается в 1,5 км к северу от деревни Берёзовка Мозырского района, течет в пределах Мозырского и Гомельского Полесья. Устье возле деревни Конотоп Наровлянского района. Долина в верхнем течении трапециевидная (ширина 1-2 км), в среднем и нижнем течении нечеткая, сливается с прилегающей местностью. Пойма двусторонняя (ширина от 0,3 км до 1,3 км), местами чередуется по берегам. Русло канализированное. На реке создано Бобруйковское водохранилище. В бассейне реки водохранилище Княжеборьевское и водохранилище между агрогородками Головчицкая Буда и Головчицы.
Основной приток — река Млынок (справа).
У реки населённые пункты: Берёзовка, Антоновка, Малый Боков, Рудня (Мозырский район), Мазуры, Санюки, Бобруйки (Ельский район), Линов, Головчицкая Буда, Вербовичи, Гридни, Конотоп (Наровлянский район).